# Усилители рулевого управления
Усилители рулевого управления — системы и механизмы в рулевом управлении, предназначенные для снижения управляющего усилия, прикладываемого к рулевому колесу, с целью повышения комфорта и снижения утомляемости водителя. 
На легковых автомобилях усилители рулевого управления являются, как правило, опцией (необязательным компонентом), в то время как на грузовых автомобилях, тракторах и прочей тяжёлой спецтехнике рулевой усилитель является неотъемлемым элементом конструкции, так как без него водитель или будет быстро уставать или даже просто не сможет управлять машиной.

## Виды
- Электроусилитель руля (ЭУР)
- Электрогидроусилитель руля (ЭГУР)
- Гидроусилитель руля (ГУР)
- Механический усилитель руля (условно) — рулевой механизм с увеличенным (по сравнению с обычным) передаточным отношением.
- Пневмоусилитель руля (например на ЗиУ-5)

## История
Первые усилители рулевого управления появились на тяжёлой технике — карьерных самосвалах в конце 1930-х годов. 
Сначала использовали пневмоусилители — они были несложными и запитывались от компрессора уже существующих пневматических тормозов. Но гидравлика, хотя была сложнее и дороже пневматики, работала тише и точнее. На ней и остановились конструкторы легковых автомобилей.
В Америке, в 1951 году серийные автомобили Chrysler Crown Imperial стали впервые оснащать гидравлическими усилителями Hydraguide в качестве стандартного оборудования.
В Европе в 1954 году гидроусилитель появился на Citroen DS 19.